# ونتوکس ات لنگول
ونتوکس ات لنگول (به فرانسوی: Vantoux-et-Longevelle) یک کمون در فرانسه است که در Canton of Gy واقع شده‌است.

## خصوصیات
ونتوکس ات لنگول ۹٫۶۷ کیلومترمربع مساحت و ۱۵۸ نفر جمعیت دارد.